# Powiat radzyński
Powiat radzyński – powiat we wschodniej Polsce, województwie lubelskim, utworzony w 1999 roku w ramach reformy administracyjnej. Jego siedzibą jest miasto Radzyń Podlaski.
W skład powiatu wchodzą:
- gminy miejskie: Radzyń Podlaski
- gminy miejsko-wiejskie: Czemierniki
- gminy wiejskie: Borki, Kąkolewnica, Komarówka Podlaska, Radzyń Podlaski, Ulan Majorat, Wohyń
- miasta: Czemierniki, Radzyń Podlaski

Według danych z 31 grudnia 2023 roku powiat miał 55 021 mieszkańców.
Według danych z 1 stycznia 2010 powierzchnia powiatu wynosiła 965,06 km².
Głównymi rzekami powiatu są Tyśmienica oraz Bystrzyca. Na wschodzie znajduje się Kanał Wieprz-Krzna.

## Historia
Po raz pierwszy powiat radzyński utworzono w czasach Księstwa Warszawskiego na mocy dekretu królewskiego z 17 kwietnia 1810 r. w wyniku wygranej w 1809 r. wojny z Austrią. Zdobyte wówczas tereny podzielono na 4 departamenty: krakowski, lubelski, radomski i siedlecki. W skład tego ostatniego wchodził powiat radzyński. Wprawdzie Radzyń, jako siedziba władz terenowej administracji zaistniał już w lipcu 1796 r. wchodząc w skład cyrkułu łukowskiego ówczesnej Nowej Galicji, ale spowodowane to było tylko dobrymi warunkami lokalowymi (pałac), czego brakło w Łukowie.
Reforma ze stycznia 1816 r. (Królestwo Kongresowe) wprowadziła na miejsce departamentów województwa oraz zniosła powiaty (pozostały jedynie jako okręgi wyborcze) wprowadzając większe terytorialnie obwody. Utworzono wtedy obwód radzyński z dotychczasowego powiatu radzyńskiego i włodawskiego, wchodzący w skład województwa podlaskiego.
Upadek powstania listopadowego spowodował w marcu 1837 r. zamianę województw na gubernie, a w 1842 r. obwodów na powiaty (ujezdy) dzielące się na okręgi (okrugi). Granice w terenie pozostały bez zmian. 21 sierpnia 1844 r. w wyniku ujednolicania guberni polskich z rosyjskimi stworzono jedną dużą gubernię lubelską, w skład której wchodził powiat radzyński. W 1845 r. wyłączono z niego wieś Ledno do powiatu łukowskiego, a w 1858 r. włączono do radzyńskiego dobra ziemskie Tulniki (z lubelskiego).
Naczelnikiem powiatu radzyńskiego w 1855 r. był Feliks Jaworski, a jego zastępcą Aleksander Kunicki.
Władze powstańcze z 1863 r. posługiwały się podziałem na województwa, utrzymując jednak powiaty i okręgi.
Represje popowstaniowe zaowocowały kolejną reformą administracyjną z 31 grudnia 1866 r. Utworzono 10 guberni, w tym siedlecką, w skład której wchodziło 10 pomniejszonych terytorialnie powiatów. W skład powiatu radzyńskiego wchodziły wówczas miasta: Międzyrzec Podlaski, Radzyń Podlaski, Wohyń (od 1 stycznia 1870 r. osada) i gminy wiejskie: Biała, Brzozowy Kąt, Jabłoń, Kąkolewnica, Lisia Wólka, Milanów, Misie, Paszki, Siemień, Sitno, Suchowola, Tłuściec, Zahajki, Żelizna, Żerocin.
Stan ten utrzymał się do początków XX w., kiedy to w 1912 r. powstał projekt utworzenia guberni chełmskiej, w skład której wchodziły wschodnie tereny powiatu radzyńskiego. Reszta powiatu weszła do guberni lubelskiej, która przejęła te tereny po zlikwidowanej wtedy guberni siedleckiej.
W czasie I wojny światowej tereny powiatu radzyńskiego weszły w skład (od 1915 r.) tzw. zarządu niemieckiej komendy etapów Ober-Ost. Nie przyłączono ich do powstałego w listopadzie 1916 r. Królestwa Polskiego, posłużyły jako moneta przetargowa w niemieckich układach z Centralną Radą Ukraińską w lutym 1918 r., kiedy to w zamian za zboże odstąpiono Ukrainie tereny aż po sam Radzyń. Koniec wojny zapobiegł wejściu układu w życie.
W dwudziestoleciu międzywojennym sprawy podziału terytorialnego uregulowano w sierpniu 1919 r. Utworzono województwo lubelskie i jako jeden z 19 – powiat radzyński. W 1929 r. dla rozszerzenia granic Parczewa (powiat włodawski) wydzielono z radzyńskiego część gminy Milanów.
Podczas okupacji Niemcy wprowadzili własny podział. Utworzyli 4 dystrykty, w tym lubelski. Zlikwidowali ponadto wiele powiatów, m.in. łukowski, którego tereny przyłączyli do radzyńskiego. Dołączono również kilka przylegających gmin ze zlikwidowanych powiatów włodawskiego i lubartowskiego.
W sierpniu 1944 r. dekretem PKWN zniesiono podział okupacyjny i powrócono do granic powiatów z 1939 r. Najpoważniejszą zmianą w okresie PRL była reforma z lat 1954–1955. Powstał wtedy powiat parczewski, do którego wyłączono z radzyńskiego gromady: Działyń, Gęś, Jabłoń, Jezioro, Milanów, Przewłokę, Rudno i Siemień.
Kolejna reforma z 28 maja 1975 r. zlikwidowała powiaty powołując 49 małych województw.
Do instytucji powiatów powrócono 1 stycznia 1999 r. Powiat radzyński, znacznie okrojony w porównaniu ze swym poprzednikiem, ponownie pojawił się na mapie.

## Demografia
Liczba ludności (dane z 31 grudnia 2023):
|        | Ogółem | Ogółem | Kobiety | Kobiety | Mężczyźni | Mężczyźni |
| osób   | %      | osób   | %       | osób    | %         |           |
| ------ | ------ | ------ | ------- | ------- | --------- | --------- |
| Ogółem | 55 021 | 100    | 27 611  | 50,18   | 27 410    | 49,82     |
| Miasto | 14 293 | 25,98  | 7498    | 13,63   | 6795      | 12,35     |
| Wieś   | 40 728 | 74,02  | 20 113  | 36,56   | 20 615    | 37,47     |

▶Wieś vs ▶miasto
Ogółem (▶k, ▶m)
Miasto (▶k, ▶m)
Wieś (▶k, ▶m)

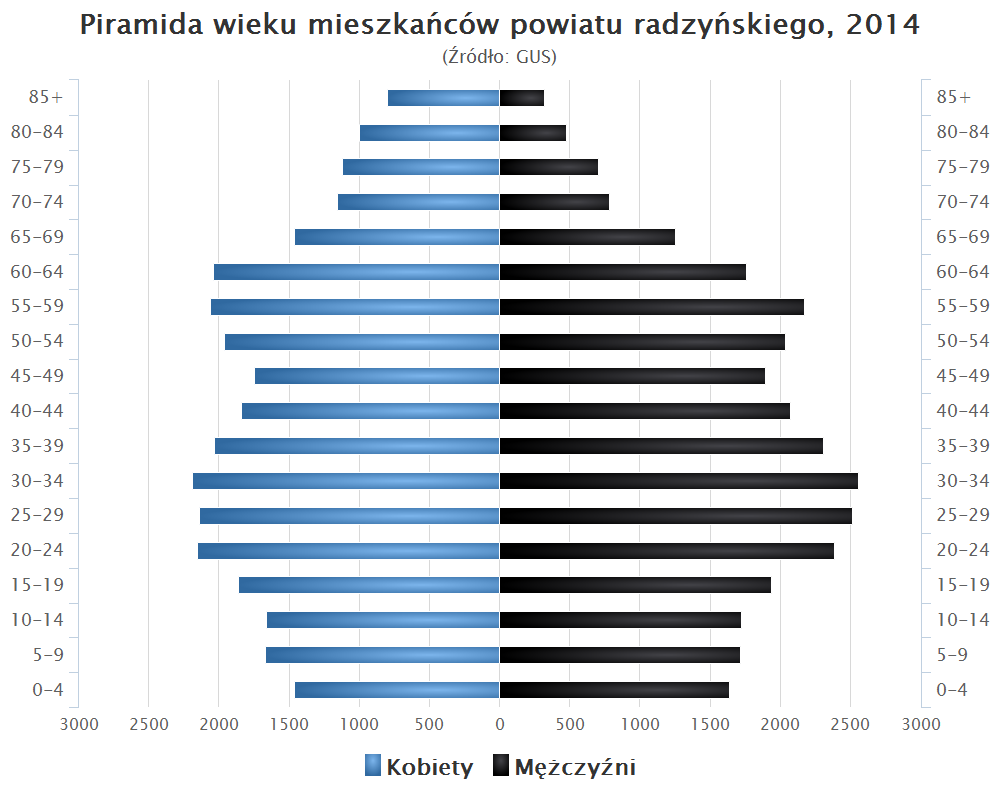
Piramida wieku mieszkańców powiatu radzyńskiego w 2014 roku

Według danych z 31 grudnia 2019 roku powiat zamieszkiwało 58 858 osób. Natomiast według danych z 30 czerwca 2020 roku powiat zamieszkiwały 58 604 osoby.

## Gospodarka
W końcu września 2019 liczba zarejestrowanych bezrobotnych w powiecie obejmowała ok. 1,4 tys. mieszkańców, co stanowi stopę bezrobocia na poziomie 5,7% do aktywnych zawodowo.

## Starostowie radzyńscy
Na podstawie źródła:
- Jerzy Kułak (14 listopada 1998 – 21 czerwca 2010)
- Lucjan Kotwica (21 czerwca 2010 – 23 listopada 2018)
- Szczepan Niebrzegowski (23 listopada 2018 – nadal)